# 존 호디악

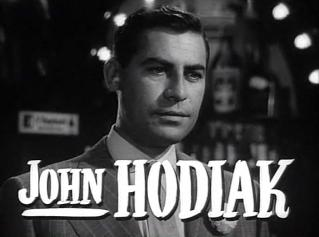

존 호디악(John Hodiak, 1914년 4월 16일 ~ 1955년 10월 19일)은 미국의 배우, 각본가, 연극 배우, 라디오 DJ, 영화배우이다.
피츠버그에서 태어났다.

## 영화
- 심판 (1955년)
- 더 미니버 스토리 (1950년)
- 배틀그라운드 (1949년)
- 홈커밍 (1948년) - 닥터 로버트 선데이 역
- 나이팅게일 커티지 별장 (1947년)
- 썸웨어 인 더 나잇 (1946년)
- 하비 걸 (1946년)
- 벨 포 아다노 (1945년)
- 구명 보트 (1944년)
- 아이 두드 잇 (1943년)